# Sant Quirze d'Olmells
Sant Quirze d'Olmells és una església del municipi de Llers (Alt Empordà) protegida com a bé cultural d'interès local.

## Descripció
Situada a uns tres quilòmetres al sud-oest de la vila de Llers, a tocar el rec de Palau, entre el mas Molar i el mas Oliveres, al bell mig del bosc.
És una església d'una sola nau capçada a llevant per un absis rectangular. L'absis conserva la coberta original, de volta de canó ultrapassat, mentre que la nau presenta una coberta de dues vessants restituïda. Ambdós espais es comuniquen mitjançant un arc triomfal de mig punt de dimensions reduïdes i molt tancat. Al voltant de la nau hi ha un banc d'obra corregut, conservat en part. Pel que fa a les obertures hi ha dues finestres, la de l'absis d'una sola esqueixada i arcs de mig punt, i la finestra del mur de migdia de la nau, amb aparença d'espitllera per la banda exterior, i completament restituïda. Al mur de migdia de l'absis hi ha una altra obertura corresponent a una finestra preromànica, que es va degradant amb el pas del temps. La porta primitiva estava situada al mur de migdia, era d'arc de mig punt adovellat i fou aparedada posteriorment. En l'actualitat, la finestra espitllerada anterior està oberta en el tapiat d'aquesta antiga obertura. La nova porta, també d'arc de mig punt adovellada, s'ubica a la façana de ponent i és força més tardana que l'anterior. Al cim d'aquesta façana es dreça un campanar d'espadanya d'època moderna, format per un sol arc de mig punt fet de maons. Reforçant la cantonada sud-est del temple hi ha un contrafort atalussat.
L'aparell constructiu és fet de petits blocs de pedra calcària ben tallats, lligats amb abundant morter i disposats en filades força seguides. En alguns punts hi ha incisions rectangulars. Aquesta característica, juntament amb la forma de l'aparell constructiu, donen idea de l'antiguitat de l'edifici, que es pot datar entre els segles IX i x. El sobrealçament de les estructures està construït amb pedra sense treballar i fragments de maons, lligat amb morter.

## Història
L'església de Sant Quirze d'Olmells podria haver estat en el seu origen una parròquia. No està documentada, però, fins a finals del segle xi en un llegat testamentari. Posteriorment trobem diverses referències a aquesta ermita, però no sabem quan va perdre el culte i va iniciar el seu procés de ruïna. Possiblement fou al segle xix.
La nau podria haver tingut originalment una coberta de fusta o tal vegada una volta de canó sostinguda per un arc toral. En època tardana, però, n'hi havia una de llunetes que va caure.
El 2022 es va posar en venda en un portal immobiliari d'internet.